# Brookfield Place

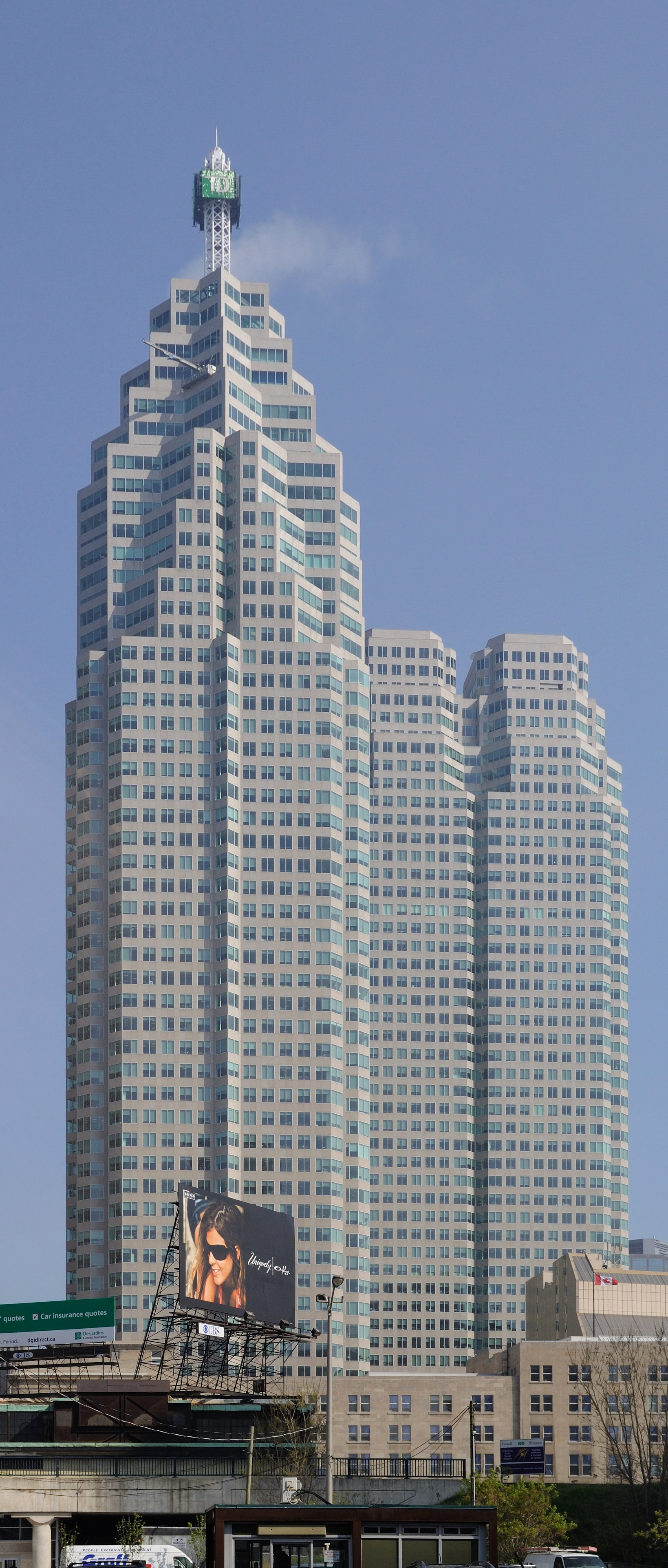
TD Canada Trust Tower

Brookfield Place (früher: BCE Place) ist die Bezeichnung eines zwischen 1990 und 1991 erbauten Büro- und Geschäftskomplexes in Downtown Toronto. Der zwei Hektar Grundfläche messende Brookfield Place wird östlich von der Yonge Street, nördlich von der Wellington Street, westlich von der Bay Street und südlich von der Front Street begrenzt. Der Komplex besteht aus den zwei Hochhäusern Bay Wellington Tower (49 Stockwerke, 207 Meter) und TD Canada Trust Tower (53 Stockwerke, 261 Meter), die über die sechsstöckige Allen Lambert Galleria verbunden werden. Der TD Canada Trust Tower gehört zu den höchsten Wolkenkratzern Torontos. Auffällig an diesem Hochhaus ist die nach oben treppenartig sich zuspitzende Form, die auf ihrer Spitze vier in die jeweiligen Himmelsrichtungen ausgerichtete grüne Quadrate mit weißer Aufschrift TD tragen. Das Logo stellt das Signet der Toronto-Dominion Bank dar.
Insgesamt bietet der Komplex 242.000 Quadratmeter Bürofläche. Im Komplex des Brookfield Place befindet sich ebenfalls die Hockey Hall of Fame. Geplant wurde das Brookfield Place von den Architektenbüros Bregman + Hamann Architects und Skidmore, Owings and Merrill.

## Allen Lambert Galleria

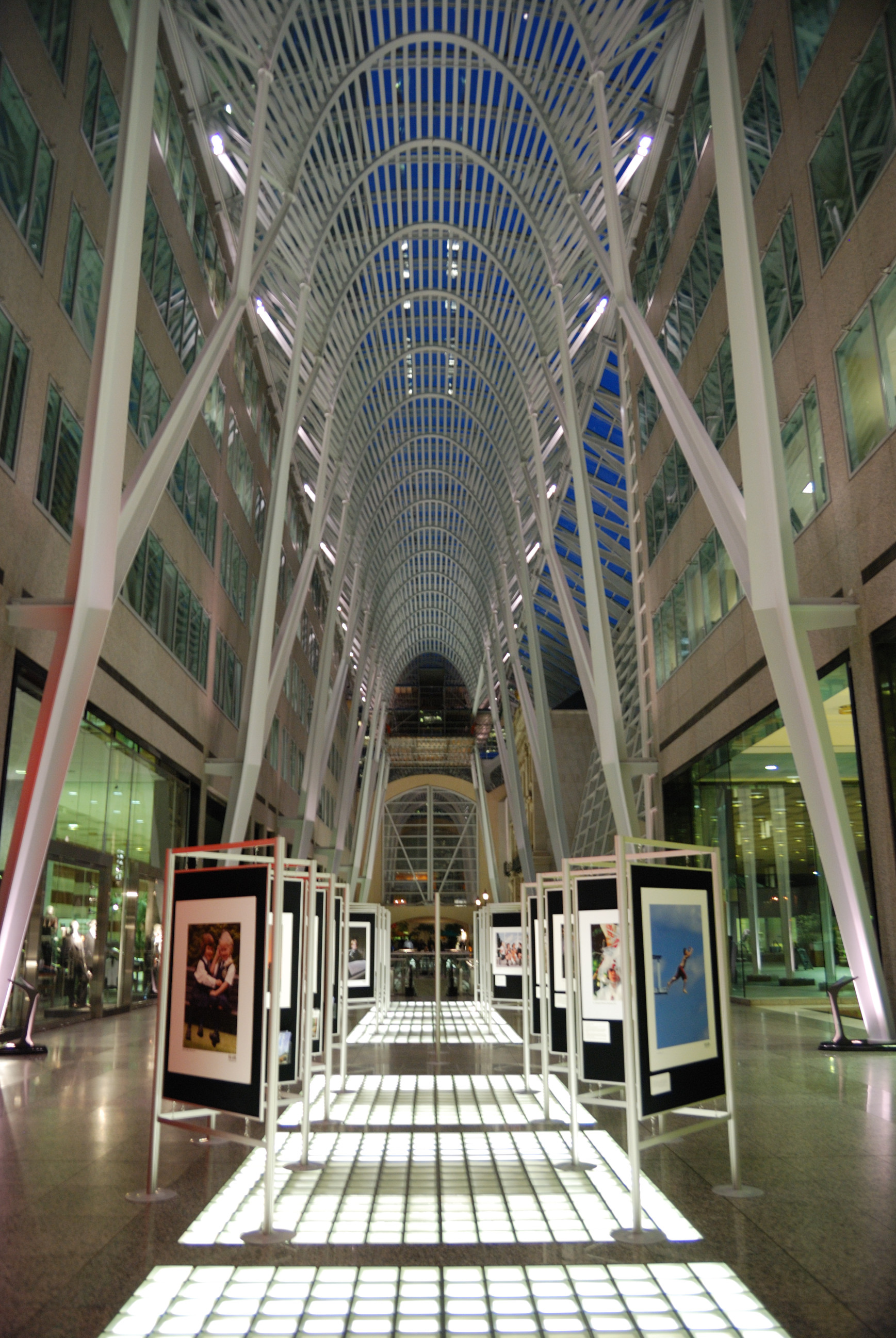
Allen Lambert Galleria

Die parallel zur Front Street verlaufende Allen Lambert Galleria wurde 1992 als Ergebnis eines international ausgeschriebenen Architekturwettbewerbs vom spanischen Architekten Santiago Calatrava erbaut. Die organische Bogenkonstruktion überspannt sechs Stockwerke im Inneren des Komplexes. Ein kleiner Teil der Konstruktion bildet außerhalb des Komplexes eine Art Sonnenschirm. Die Galerie ist ein touristisch vielbesuchter Ort und hat den Status eines Wahrzeichens erhalten. Sie trägt den Namen des kanadischen Banker Allen Lambert (1911–2002), der Vorstandsvorsitzender der Toronto-Dominion Bank war. Die Galerie ist an die Untergrundstadt PATH angeschlossen.